# Период Юарт-Парк

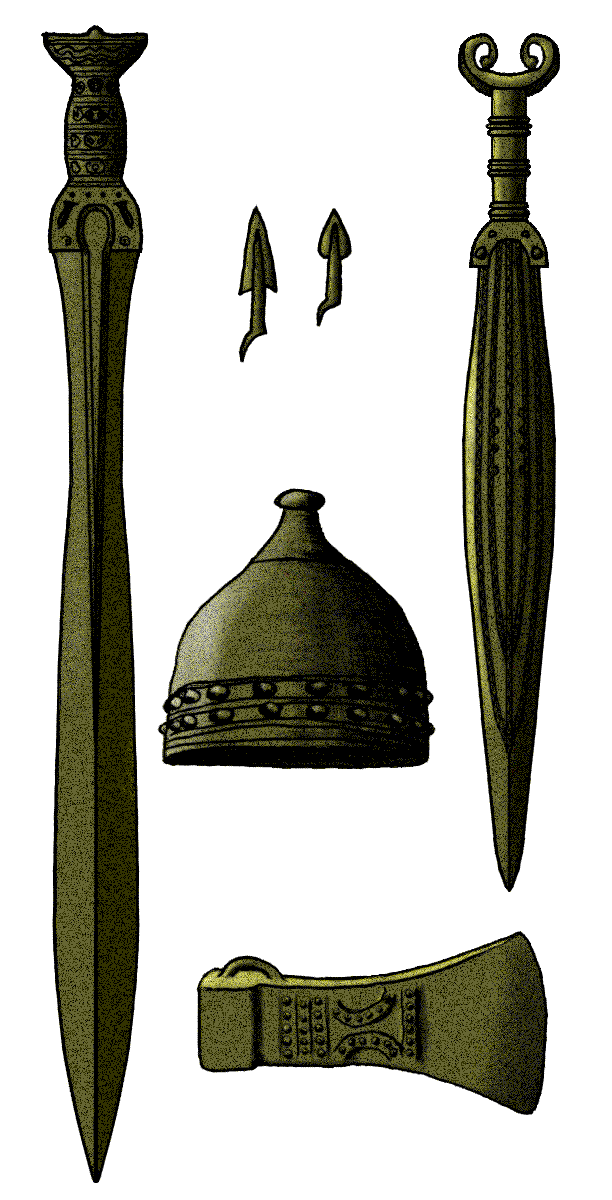
Образцы оружия периода Юарт-Парк

Период Юарт-Парк (англ. Ewart Park Phase) — археологическая культура позднего бронзового века на территории Великобритании.

## Периодизация
Датируется от 800 до 700 г. до н. э. Культура относится к двенадцатому производственному периоду бронзового века Великобритания, который охватывает период от 3000 до 600 года до нашей эры.

## Наименование
Культура (период) названа в честь места обнаружения первых находок — Юарт-Парк (Нортумберленд).

## Характеристики культуры
Культура представлена различными археологическими артефактами, находками образцов металлообработки в следующих региональных подгруппах:
 • Carp’s Tongue;
 • Llantwit-Stogursey;
 • Broadward;
 • Heathery Burn;
 • Duddington;
 • Ballimore;
 • Covesea.
Культурный регион Heathery Burn охватывает север Англии, и назван в честь открытия месторождений бронзы в местечке «Heathery Burn Cave». На территории региона найдены топоры, резцы, ножи с ребристыми танами, мечи, кольца, наконечники, бронзовые ведра, щипцы, упряжь и металлические детали для колесных транспортных средств.
Thames Valley — культурный регион, располагающийся на нижнем течении Темзы, между Оксфордширом на западе и Лондоном на востоке. Он включает в себя часть Бакингемшира, Беркшир, Северный Гемпшир, запад Лондона, однако такие области, как Глостершир и Уилтшир, а также центральная и восточная часть Лондона не относят к этому региону.
Фрагменты культуры наблюдаются и в Ирландии.
Основная особенность культуры Юарт-Парк — легирование металла с примесью свинца, что подтверждено многочисленными находками, датируемыми этим периодом.
Культура Юарт-Парк имеет общие черты с континентальной Гальштатской культурой: конские сбруи и поворотные механизмы повозки, которые были разработаны на закате Урнопольской культуры (англ. Urnfield) и во время зарождения Гальштатской культуры.
На непродолжительное время культура Юарт-Парк сменила культуру Llyn, которая была островным аналогом гальштатской культуры.
Период Юарт-Парк был сменен культурой Wilburton на юге и Wallington (Фаза Уилбертона-Уоллингтона) и Poldar на севере.
Наиболее ярким артефактом культуры является найденный меч, выполненный с примесью углерода, который хранится в Национальном Музее Шотландии и датируется 900—815 гг. до н.э. Полная длина меча составляет 31,3 дюймов (79.5 см); то, что осталось от рукояти, имеет длину 3 дюйма (7.6 см). Клинок в самой толстой части имеет окружность 6 дюймов (15.2 см), и сужается в конце.